# Пригода, Сергей Иванович
Сергей Иванович Пригода (15 июля 1919, Степановка Пирятинский уезд Полтавская губерния, УССР — 24 августа 1999, Москва, РФ) — советский и российский учёный, генерал-лейтенант медицинской службы, доктор биологических наук, профессор, академик РАМТН.

## Биография
Родился в 1919 году в селе Степановка Пирятинского уезда Полтавской губернии Украинской Республики (сейчас Драбовского района Черкасской области Украины).
В 1937 году вступил в ряды РККА; участвовал в боях у озера Хасан. Во время Великой Отечественной войны с 1941 по 1945 годы служил в медсанбате 3-й гвардейской танковой армии.
Окончил Военно-медицинскую академию в Ленинграде, затем — Военно-химическую академию. С 1966 по 1987 годы возглавлял Третий военно-биологический институт (Загорск-6, в настоящее время — вирусологический научный центр НИИ микробиологии МО РФ). В 1975 г. защитил секретную кандидатскую диссертацию.
Награждён орденами Ленина, Октябрьской революции, Отечественной войны I степени, Трудового Красного Знамени, Красной Звезды (дважды), а также многими медалями. В 1978 году стал лауреатом Государственной премии СССР.
Скончался в 1999 году. Похоронен на Перепечинском кладбище.